# 27. august
27. august er dag 239 i året i den gregorianske kalender (dag 240 i skudår). Der er 126 dage tilbage af året.
Gebhardus dag. Der er måske tale om en biskop fra Constanz, der døde i 996.

### Begivenheder
Født - Dødsfald
- 79 - I  Italien udslettes byerne Pompeji og Herculaneum, samt andre række mindre bosættelser, af vulkanen Vesuv, der to dage tidligere var gået i udbrud.
- 1857 - Den første elektriske belysning i København tændes ved Christiansborg Ridebane.
- 1896 - Den britisk-zanzibariske krig, kendt som verdenshistoriens korteste krig, udkæmpes. Den varer blot fra kl. 09.00 til 09.45.
- 1913 - I et Nieuport Type 4-fly udfører den russiske pilot Pjotr Nikolajevitj verdens første loop. Året efter bliver han under 1. verdenskrig den første russiske pilot, som omkommer i luftkamp i en kamp mod et østrigsk fly.
- 1939 - Verdens første jetfly - det tyske Heinkel He 178 - går i luften for første gang.
- 1958 - Sovjetunionen gennemfører en vellykket jordomflyvning med en rumkapsel med to hunde om bord.
- 1978 - Ved VM i landevejscykling for professionelle vinder Jørgen Marcussen bronze.
- 1979 - IRA gennemfører to bombeangreb mod engelske mål. Ved det ene dræbes Earl Mountbatten med tre andre på fisketur i Sligo, Irland.
- 1982 - Glynn Christian bager verdens hidtil (1997) største æbletærte på 13,66 tons. Den måler 12,2 x 7 meter, og der er skrællet 21.600 liter æbler til tærten. Hun var startet på tærten den 25. august.
- 1987 - Den danske cykelrytter Hans-Henrik Ørsted vinder VM i 5.000 meter forfølgelsesløb.
- 1989 - Verdens længste godstog på godt 7 kilometers længde når frem til bestemmelsesstedet Saldanha i Sydafrika. Der er 660 godsvogne, en tankvogn og en passagervogn koblet på toget.
- 1989 - I Bulgarien vinder Arne Nielsson og Christian Frederiksen VM i toerkano over 10.000 meter, foran Frankrig og Sovjetunionen.
- 1991 - Moldova erklærer sig uafhængig af Sovjetunionen.
- 1995 - 12 fanger flygter fra Vridsløselille Statsfængsel, efter at en bulldozer har væltet ydermuren til fængselsgården.
- 2003 - Mars er i en afstand af 55.758.006 km det tætteste den har været på Jorden i løbet af 60.000 år.

### Født
- 1730 - Johann Georg Hamann, tysk filosof (død 1788).
- 1770 - Georg Wilhelm Friedrich Hegel, tysk filosof (død 1831).
- 1797 - Henrik Hertz, dansk digter og dramatiker (død 1870).
- 1864 - Súsanna Helena Patursson, færøsk forfatter og landets første feminist (død 1916).
- 1868 - Erik Schmedes, dansk operasanger (død 1931).
- 1884 - Vincent Auriol, fransk politiker og præsident (død 1966).
- 1899 - C.S. Forester, britisk forfatter (død 1966).
- 1908 - Lyndon B. Johnson, amerikansk præsident (død 1973).
- 1909 - Lester Young, amerikansk jazzmusiker (død 1959).
- 1915 - Norman Foster Ramsey, amerikansk fysiker (død 2011).
- 1926 - Kristen Nygaard, norsk matematiker, datalog og politiker (død 2002).
- 1929 - Ira Levin, amerikansk forfatter (død 2007).
- 1933 - Hanne Marie Svendsen, dansk forfatterinde.
- 1942 - Per Stig Møller, dansk litteraturhistoriker, politiker og udenrigsminister.
- 1942 - Tom Belsø, dansk racerkører (død 2020).
- 1950 - Helge Sander, dansk politiker og videnskabsminister.
- 1953 - Peter Stormare, svensk-amerikansk skuespiller.
- 1956 - Arne Siemsen, dansk skuespiller.
- 1957 - Bernhard Langer, tysk golfspiller.
- 1968 - Johnny Bredahl, dansk bokser.
- 1969 - René Henriksen, dansk fodboldspiller.
- 1976 - Sarah Chalke, canadisk skuespillerinde.
- 1977 - Deco, brasiliansk-portugisisk fodboldspiller.
- 1982 - Ben Williams, engelsk fodboldspiller.
- 1985 - Danica Curcic, serbisk-dansk skuespiller.

### Dødsfald
- 1146 - Erik Lam, dansk konge (født ca. 1120).
- 1521 - Josquin Des Prez, fransk komponist (født omkring 1450-1455).
- 1576 - Titian, italiensk maler (født ca. 1485).
- 1908 - Thorvald Bindesbøll, dansk arkitekt (født 1846).
- 1909 - Emil Christian Hansen, dansk naturvidenskabsmand (født 1842).
- 1965 - Le Corbusier, schweizisk arkitekt og designer (født 1887).
- 1966 - Mads Clausen, dansk grundlægger. (født 1905).
- 1967 - Brian Epstein, engelsk manager for The Beatles (født 1934).
- 1975 - Haile Selassie, etiopisk kejser (født 1892).
- 1979 - Earl Mountbatten, engelsk admiral, statsmand og sidste vicekonge af Indien (født 1900) - dræbt ved attentat.
- 1990 - Stevie Ray Vaughan, amerikansk guitarist og sanger (født 1954).
- 1998 - Benny Hansen, dansk skuespiller (født 1944).
- 2004 - Jodle Birge, dansk sanger (født 1945).
- 2004 - Finn Ejnar Madsen, dansk psykolog (født 1943).
- 2009 - Sergej Mikhalkov, russisk forfatter (født 1913).
- 2014 - Yehezkel Braun, tysk/israelsk komponist og professor (født 1922).
- 2023 - Eddie Skoller, dansk-amerikansk entertainer (født 1944).

|  | Denne datoartikel kan blive bedre, hvis der indsættes et (bedre) billede Du kan hjælpe ved at afsøge Wikimedia Commons for et passende billede eller uploade et godt billede til Wikimedia Commons iht. de tilladte licenser og indsætte det i artiklen. |